# Aeroportul Salt Cay
Aeroportul Salt Cay (IATA: SLX, ICAO: MBSY) este un aeroport din Insulele Turks și Caicos, Regatul Unit.
Situat la o altitudine de 1 m, aeroportul dispune de o singură pistă.